# Weißer Obelisk

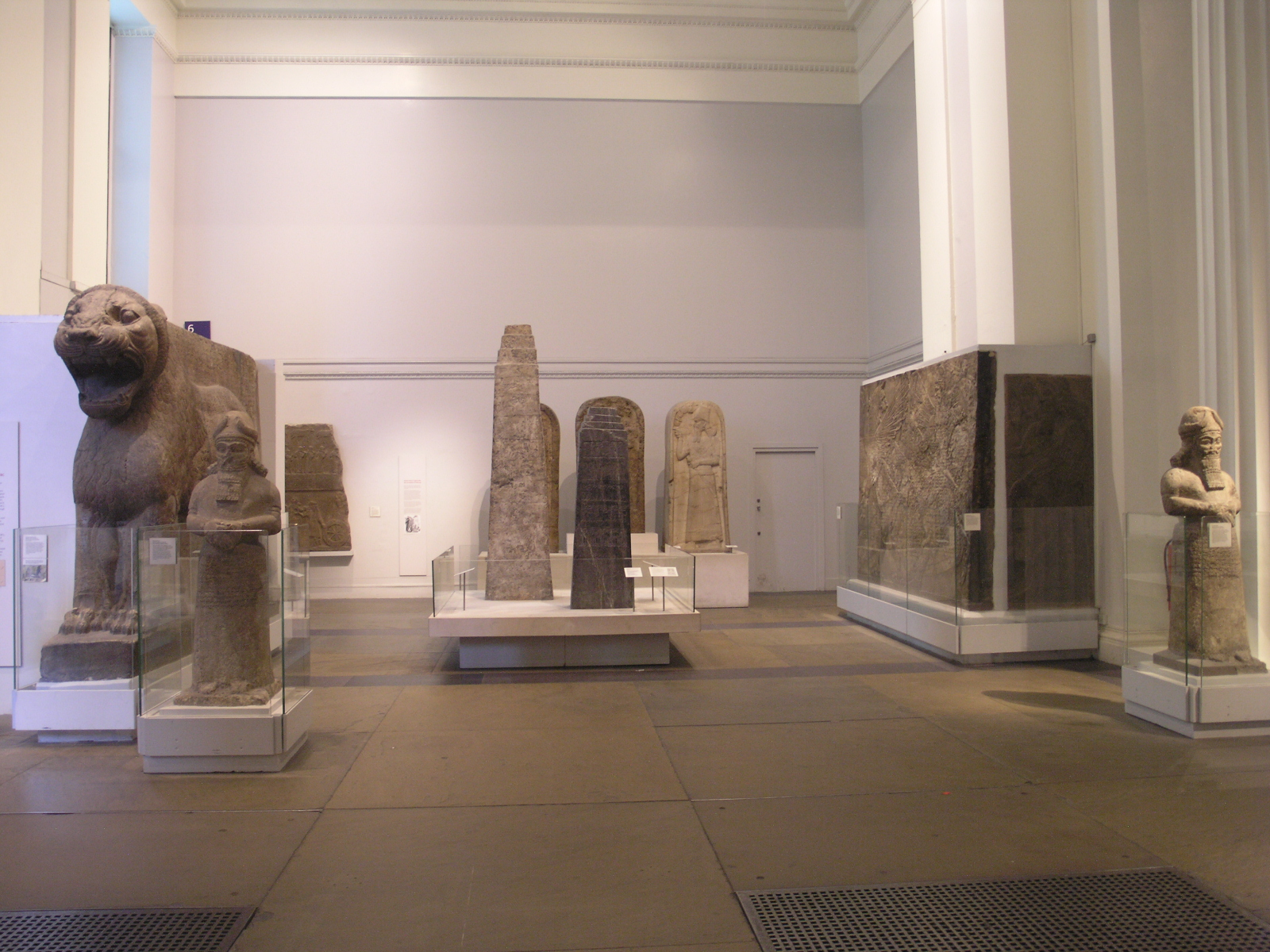
Weißer Obelisk neben dem Schwarzen Obelisken im British Museum

Der Weiße Obelisk aus der Zeit Aššur-nâṣir-aplis II. ist ein neuassyrischer Kalkstein-Obelisk mit Flachreliefs aus Ninive im nördlichen Irak. 
Er befindet sich heute im British Museum in London. Seine Datierung war lange Zeit umstritten, da sich Einzelheiten seiner Reliefs von gleichzeitigen Darstellungen in den Palastreliefs von Nimrud unterscheiden. Deshalb wurde alternativ vorgeschlagen, ihn dem früheren Aššur-nâṣir-apli I. zuzurechnen und somit ins 11. Jahrhundert v. Chr. zu datieren. Aufgrund Übereinstimmungen zwischen den Inschriften des Obelisken und den Annalen des Aššur-nâṣir-apli II., kann die spätere Datierung jedoch bestätigt und das Monument in die frühe Regierungszeit dieses Königs datiert werden.
Die nächste stilistische Parallele zum weißen Obelisken stellt der schwarze Obelisk dar. Anders als dieser hat der weiße Obelisk jedoch acht umlaufende Register, die kaum durch Kanten gegliedert sind. Die Darstellungen zeigen vor allem Schlacht- und Jagdszenen, ferner Kulthandlungen und Gastmähler.